# 換気効率
換気効率（かんきこうりつ）とは、換気の質を表すための尺度である。換気効率にはその考え方、換気の質をどのように判断するかによって大きく2つの指標が用いられる。1つは空間内の汚染質の除去が効率良く行われているかを示す汚染質除去効率、もう1つは空間内の空気がどれだけ速やかに交換されているかを示す空気交換効率である。
汚染質の発生位置、量などの詳細情報が既知であれば汚染質除去効率が適用され、汚染質発生源の情報が少ないもしくは無い場合には空気交換効率が用いられる。

## 空気交換効率
空気交換効率は実際の空気交換時間と理論上の最小空気交換時間との比であり、「空気交換効率 = 最小空気交換時間 / 実際の空気交換時間」で表される。

## 汚染質除去効率
汚染質除去効率は空間の平均汚染質濃度と排気の汚染質濃度との比であり、「汚染質除去効率 = 空間の平均汚染質濃度 / 排気の汚染質濃度」で表される。

## 換気回数
換気回数は部屋全体の平均的な換気効率を測る指標である。単位時間当たりに室内の全空気が入れ替える回数であり、換気風量をQ 、室内容積をV とすると換気回数N = Q / V で表される。最も簡便な指標として、換気設備の設計時に用いられる。

## 空気齢、空気余命
以下のような換気効率指標（Scale for Ventilation Efficiency, SVE）も提案されている。これらの指標は室内の詳細な各所における効率を得ることができるが、事前に予測することは難しく、実物による実験も困難であるためCFDの援用を必要とする。ここで
V ：室内容積 [m3]
q ：汚染源からの汚染質発生量 [kg/s]
Q ：換気量 [m3/s]
cs = q / Q ：瞬時一様拡散濃度 [kg/m3]
x ：室内の位置ベクトル [m]
とする。
空気齢（age of air）
吹き出し空気が室内の各点に到達するまでにかかる時間である。
{\displaystyle T_{\mathrm {air} }({\boldsymbol {x}})={\frac {c'_{x}({\boldsymbol {x}})}{c_{s}}}}
{\displaystyle c'_{x}({\boldsymbol {x}})} ：室内に総量q の汚染が一様発生したときの濃度分布、次の濃度に関する移流方程式の定常解：
{\displaystyle {\frac {\partial c'_{x}}{\partial t}}+{\frac {\partial c'_{x}U_{j}}{\partial x_{j}}}={\frac {q}{V}}}
空気余命（residual life time of air）
室内の各点を通過した空気が排出されるまでの時間である。
{\displaystyle T'_{\mathrm {air} }({\boldsymbol {x}})={\frac {c''({\boldsymbol {x}})}{c_{s}}}}
{\displaystyle c''(x)} ：室内に総量q の汚染が一様発生するとき、上記の濃度移流方程式を逆時間方向に解いた時の濃度分布